# Speicher, Bitburg-Prüm
Speicher là một đô thị ở huyện Bitburg-Prüm, trong bang Rheinland-Pfalz, Đức. Đô thị này tọa lạc ở Eifel, bên sông Kyll, cự ly khoảng 10 km về phía đông nam của Bitburg và 29 km về phía bắc Trier. Đô thị này nằm kề căn cứ không quân Spangdahlem nơi đóng quân của 52d Fighter Wing. 
Có đường bộ nối trực tiếp đô thị Speicher với Beilingen, Preist, Dudeldorf, Herforst, và Trier. 

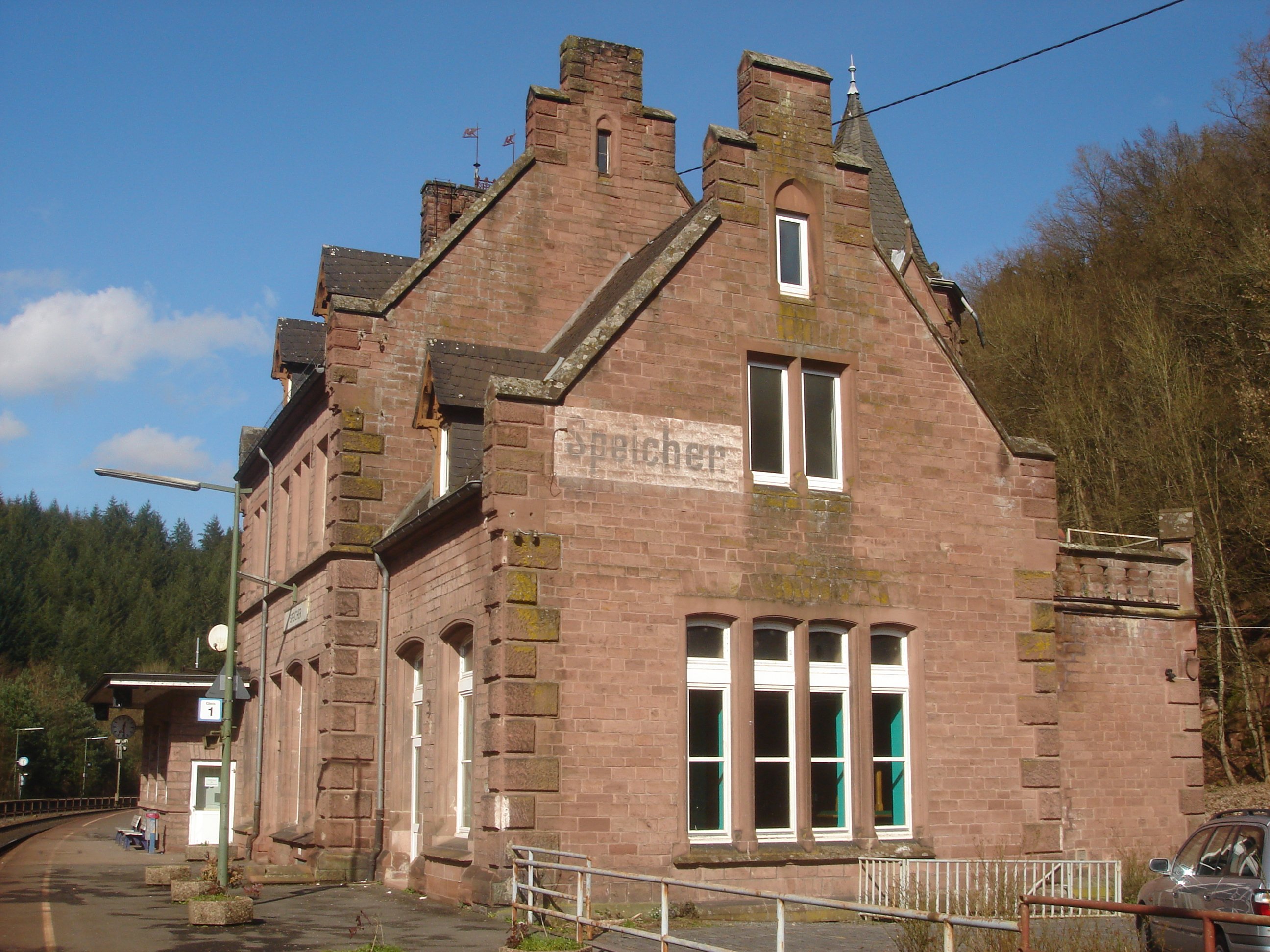
Station

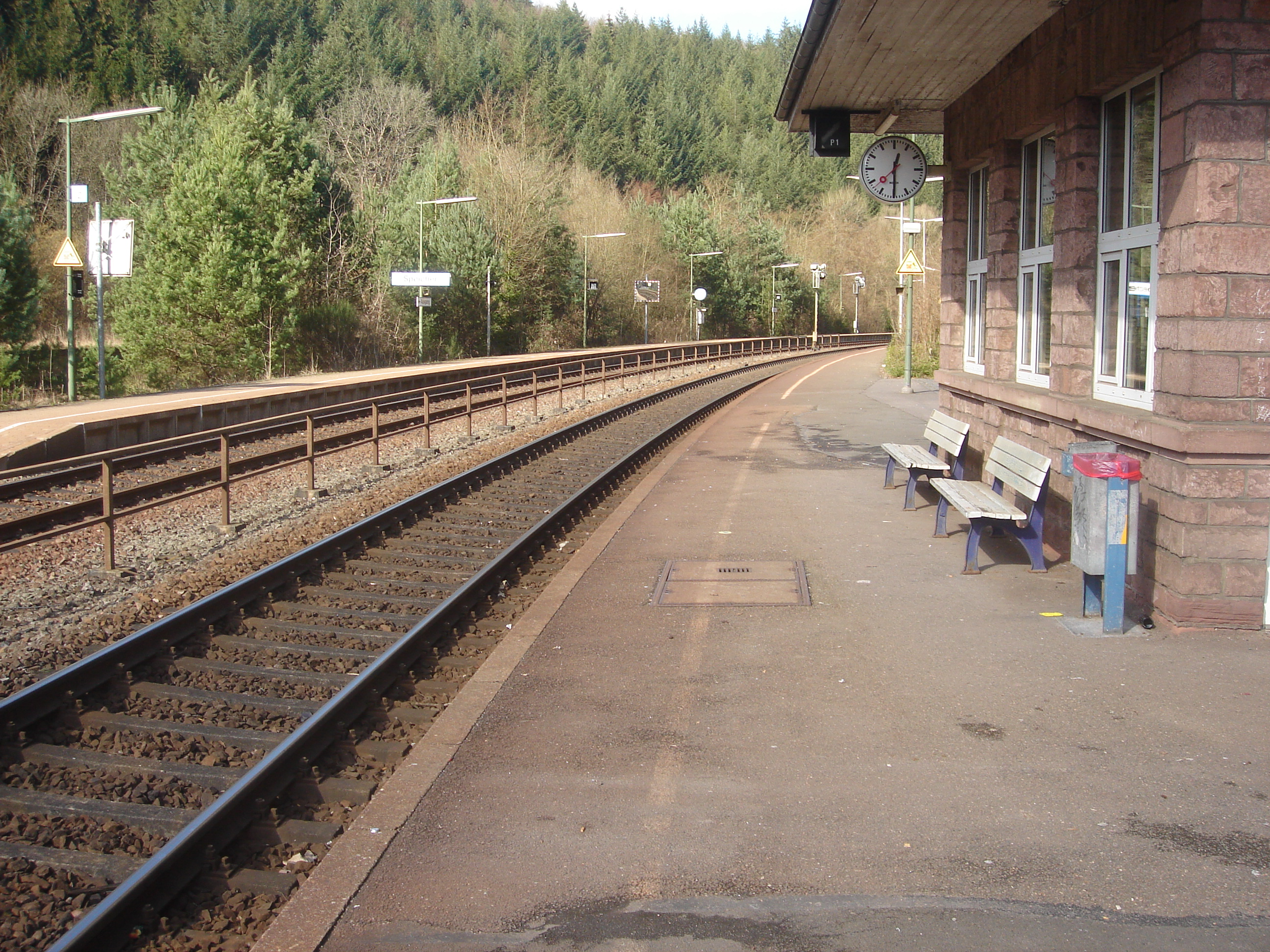
Sân ga

Speicher là thủ phủ của Verbandsgemeinde ("đô thị hợp tác") Speicher. 